# 葛西郵便局
葛西郵便局（かさいゆうびんきょく）は東京都江戸川区にある郵便局。民営化前の分類では集配普通郵便局であった。

## 概要
住所：〒134-8799 東京都江戸川区中葛西1-3-1

### 併設施設
- ゆうちょ銀行葛西店（本店葛西出張所）：取扱店番号013950

## 沿革
- 1981年（昭和56年）10月12日 - 葛西郵便局[1]として、江戸川区中葛西一丁目に開局[2]。
- 1996年（平成8年）7月1日 - 外国通貨の両替および旅行小切手の売買に関する業務取扱を開始。
- 2007年（平成19年）10月1日 - 民営化に伴い、併設された郵便事業葛西支店、ゆうちょ銀行葛西店に一部業務を移管。
- 2012年（平成24年）10月1日 - 日本郵便株式会社発足に伴い、郵便事業葛西支店を葛西郵便局に統合。
- 2016年（平成28年）2月1日 - ゆうゆう窓口の24時間営業を廃止。

## 取扱内容

### 葛西郵便局
- 郵便、印紙、ゆうパック、内容証明
- 生命保険、バイク自賠責保険、自動車保険
- 江戸川区内の一部地域（〒134-xxxx）の集配業務
- ゆうゆう窓口

### ゆうちょ銀行葛西店
- 貯金、貸付、為替、振替、振込、国際送金、外貨両替、国債、投資信託、変額年金保険
- ATM

## 周辺
- 都営バス江戸川営業所
- 葛西消防署
- 江戸川区立葛西中学校

## アクセス
- 東京メトロ東西線 葛西駅から徒歩約15分
- 都営バス 葛西郵便局停留所もしくは江戸川車庫前停留所下車
- 駐車場なし